# 30 de febrero
Albums de Ha*Ash
Primera fila: Hecho realidad
(2014) En vivo
(2019)
Singles
1. 100 años
Sortie : 13 octobre 2017
2. No Pasa Nada (en)
Sortie : 8 mars 2018
3. Eso No Va a Suceder (en)
Sortie : 8 août 2018
4. ¿Qué Me Faltó? (en)
Sortie : 4 janvier 2019

30 de febrero est le cinquième album studio du groupe américain Ha*Ash, sorti le  1er décembre 2017. Cet album est depuis décembre 2017,  Platine +  Or,.

## Singles
1. 13 octobre 2017 : 100 años ft Prince Royce ( Mexique :  2 × Platine[1],[2]) /  États-Unis :  Or[3] /  Pérou :  2 × Platine[4])
2. 8 mars 2018 : No Pasa Nada (en) ( Mexique :  Platine[5])
3. 8 aout 2018 : Eso No Va a Suceder (en) ( Mexique :  Platine[1])
4. 4 janvier 2019 : ¿Qué Me Faltó? (en) ( Mexique :  Or[1])

## Crédits
- Ashley Grace: chants, guitare[6],[7]
- Hanna Nicole: chants, guitare, piano
- George Noriega: Producteur, piano, basse.
- Matt Rad: Producteur, guitare, piano, basse, claviers.
- Edgar Barrera: Basse, producteur y edición.
- Pablo de la loza: Basse, piano, guitare.
- Andy Clay: Producteur, arrangements des cordes.
- Rob Wells: Piano, arrangements.
- Pete Wallace: Piano, arrangements des cordes.
- Joe London: Producteur, arrangements des cordes.
- Santiago Hernández: piano.
- Francesco Grieco: arrangements des cordes
- Tim Mitchell: guitare.
- Dave Clauss: arrangements.
- Luis Barrerra Jr: arrangements.
- Emily Lazar: arrangements.

## Liste des chansons

### Édition Standard
Édition Standard,
| 1.  | 30 de Febrero (en) (featuring Abraham Mateo) | Ashley Grace, Hanna Nicole, Abraham Mateo                   | Hanna Nicole, George Noriega               | 3:17 |
| 2.  | Ojalá (en)                                   | Ashley Grace, Hanna Nicole, Paolo Stefanoni, Pablo Preciado | Hanna Nicole, George Noriega               | 3:27 |
| 3.  | No Pasa Nada (en)                            | Ashley Grace, Hanna Nicole, José Luis Ortega                | Hanna Nicole, George Noriega               | 3:14 |
| 4.  | Eso No Va a Suceder (en)                     | Ashley Grace, Hanna Nicole, Edgar Barrera                   | Hanna Nicole, Edgar Barrera, Joe London    | 3:40 |
| 5.  | 100 años (featuring Prince Royce)            | Ashley Grace, Hanna Nicole, Prince Royce                    | Hanna Nicole, Matt Rad                     | 3:05 |
| 6.  | Llueve sobre mojado                          | Ashley Grace, Hanna Nicole, Edgar Barrera                   | Hanna Nicole, Edgar Barrera, Joe London    | 3:28 |
| 7.  | Paleta                                       | Ashley Grace, Hanna Nicole, Camilo Echeverri, Mau Montaner  | Hanna Nicole, George Noriega               | 3:29 |
| 8.  | Extraños                                     | Ashley Grace, Hanna Nicole, Yoel Henriquez                  | Hanna Nicole, Edgar Barrera, Joe London    | 3:31 |
| 9.  | ¿Qué Me Faltó? (en)                          | Ashley Grace, Hanna Nicole, José Luis Ortega                | Hanna Nicole, George Noriega               | 3:22 |
| 10. | No me importa                                | Ashley Grace, Hanna Nicole, Edgar Barrera                   | Hanna Nicole, George Noriega               | 3:52 |
| 11. | Corazón irrompible                           | Ashley Grace, Hanna Nicole, Yoel Henriquez                  | Hanna Nicole, George Noriega, Pete Wallace | 3:10 |
| 12. | Me gustas tú                                 | Ashley Grace, Hanna Nicole, Andy Clay, Daniel Santacruz     | Hanna Nicole, Matt Rad                     | 2:54 |

| 1. | No Pasa Nada (en)        |  |  |
| 2. | 30 de febrero            |  |  |
| 3. | Ojalá                    |  |  |
| 4. | Llueve sobre mojado      |  |  |
| 5. | Eso No Va a Suceder (en) |  |  |
| 6. | Paleta                   |  |  |
| 7. | 100 años                 |  |  |

## Classements et certifications

### Classements
| Classement (2017)                      | Position |
| -------------------------------------- | -------- |
| Mexique (Amprofon)                     | 3        |
| États-Unis (Billboard Latin Album)     | 11       |
| États-Unis (Billboard Latin pop Sales) | 14       |

### Certifications et ventes
| Pays    | Certification | Ventes |
| ------- | ------------- | ------ |
| Mexique | Or            | 30 000 |
| Mexique | Platine       | 60 000 |

## notes et références
1. 1 2 3 4 5 6  « Certifications (Ha-Ash - Ha*Ash)AMPROFON », sur amprofon.com.mx (consulté le 21 avril 2019)
2. 1 2  (es-MX) « Ha*Ash abarrotó de nuevo el Auditorio Nacional y tuvo a Miguel Bosé, Prince Royce y Melendi como invitados », sur OCESA Seitrack (consulté le 22 mai 2019)
3. ↑  (es-MX) « Las reinas del Sold Out HA*ASH son todo un éxito con su #Gira100AñosContigo », sur Sony Music Entertainment México, 1er juin 2018 (consulté le 22 mai 2019)
4. ↑  (es) peruinforma, « Ha Ash », sur Peruinforma (consulté le 22 mai 2019)
5. ↑  (es-MX) « HA*ASH RECIBE DISCO DE ORO POR "No Pasa Nada" », sur Sony Music Entertainment México, 6 septembre 2018 (consulté le 22 mai 2019)
6. ↑  (en) « 30 de Febrero by Ha-Ash », sur Genius (consulté le 22 mai 2019)
7. ↑  (en-US) « 30 de Febrero - Ha*Ash | Credits », sur AllMusic (consulté le 22 mai 2019)
8. ↑  « Ha*Ash - 30 De Febrero II », sur Discogs (consulté le 24 mai 2019)
9. ↑  (es-MX) 30 de Febrero de Ha-Ash (lire en ligne)
10. ↑  « Top 100 », sur www.centrodedesarrollodigital.com (consulté le 22 mai 2019)
11. 1 2  « Ha*Ash - Chart history > Albums », sur www.billboard.com (consulté le 4 février 2019)